# پیتر گرگسون
پیتر گرگسون (انگلیسی: Peter Gregson)(زاده: ۱۹۷۸) نوازنده ویولنسل و آهنگساز اهل بریتانیا است.
گرگسون در سال ۲۰۱۵ با موسیقی فیلم کمی هرج و مرج برای اولین بار وارد عرصهٔ حرفه‌ای آهنگسازی فیلم شد .

## آلبوم‌ها
- ترمینال (۲۰۱۰)
- نورهایی در آسمان (۲۰۱۴)
- لمس (۲۰۱۵)
- کوارتت‌ها: یک (۲۰۱۷)
- کوارتت‌ها: دو (۲۰۱۷)
- بازنویسی‌شده توسط پیتر گرگسون: سوئیت‌های ویلنسل باخ (۲۰۱۸)